# Karl Häberle
Karl Häberle (* 27. Oktober 1910 in Pfuhl, heute Neu-Ulm; † 17. November 1999 in Lindenberg im Allgäu) war ein deutscher Politiker der SPD.
Häberle besuchte das Realgymnasium in Ulm und studierte Germanistik in Tübingen, München, Berlin und Erlangen. Nach dem Staatsexamen promovierte er zum Dr. phil. Von 1939 an unterrichtete er, mit Unterbrechung, an der Oberrealschule in Lindenberg in Allgäu. 1952 gründete er gemeinsam mit einigen Kollegen der Oberrealschule sowie mehrerer Volksschulen das Westallgäuer Volksbildungswerk, welches er seitdem auch leitete.
1959 trat Häberle in die SPD ein, er war deren Vorsitzender im Kreisverband Lindau und zweiter Vorsitzender des Lindenberger Ortsvereins. Er gehörte dem Stadtrat von Lindenberg, dem Lindauer Kreistag und von 1962 bis 1966 dem Bayerischen Landtag an.